# Aphrodora hungerfordi
Aphrodora hungerfordi is een tweekleppigensoort uit de familie van de Veneridae. De wetenschappelijke naam van de soort is voor het eerst geldig gepubliceerd in 1888 door G.B. Sowerby III.